# Clipperton
Đảo Clipperton (tiếng Pháp: Île de Clipperton và với tên thật bằng tiếng Pháp Île de la Passion) là một rạn san hô vòng rộng 9 km² về phía Bắc Thái Bình Dương, phía tây nam México và phía tây Costa Rica, tại tọa độ . Nó không có cư dân cố định.
Đảo là lãnh thổ hải ngoại của Pháp do Bộ Hải ngoại Pháp quản lý.